# برودالومب
برودالومب (انگلیسی: Brodalumab) یک آنتی‌بادی مونوکلونال انسانی است که برای درمان بیماری های التهابی ساخته شده است.
در فوریه ۲۰۱۷، تأییدیه FDA ایالات متحده را برای درمان پسوریازیس پلاکی متوسط تا شدید در افرادی که با سایر درمان‌ها بهبود نیافته‌اند، دریافت کرد.

## مکانیسم عمل
برودالومب به گیرنده اینترلوکین ۱۷ متصل می‌شود و بنابراین از فعال شدن گیرنده اینترلوکین ۱۷ (IL-17) جلوگیری می‌کند. این فرایند شبیه به آنتی‌بادی ضد پسوریازیس دیگر، ایکسیکیزوماب است که با این حال به خود IL-17 متصل می‌شود.